# Vicus Tuscus

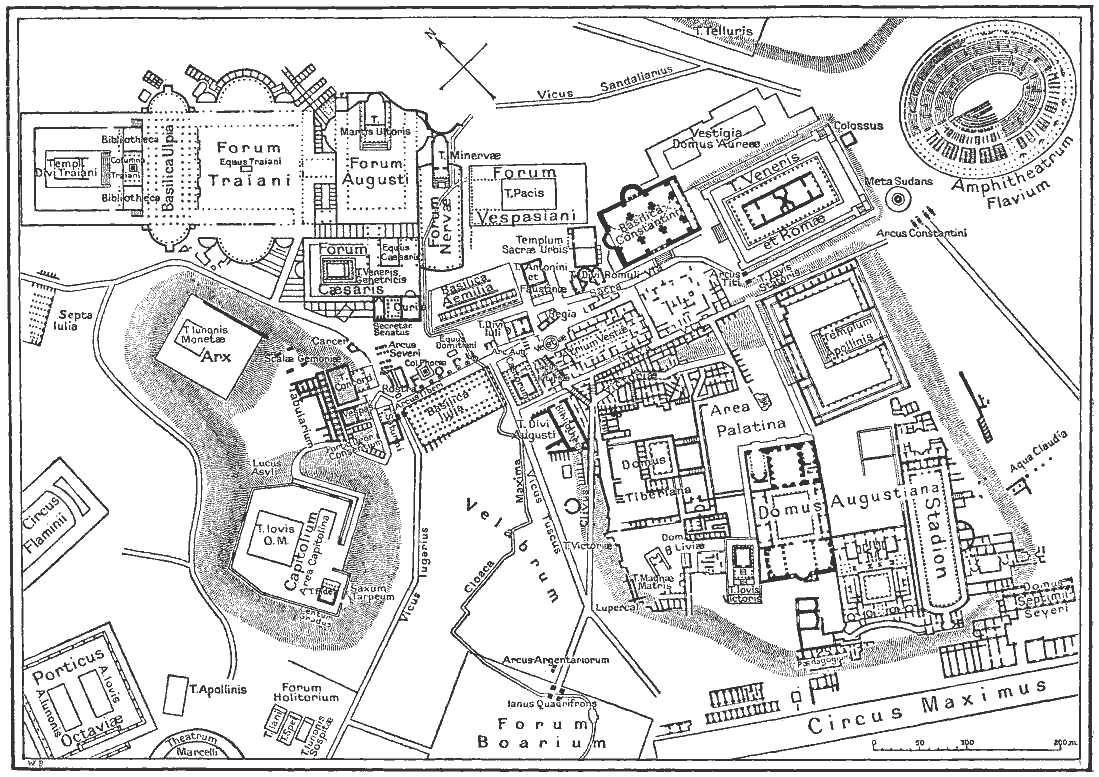
Mapa del centre de Roma durant l'Imperi Romà mostrant el Vicus Tuscus al centre

Vicus Tuscus ("carrer Etrusc" o "carrer Toscà") fou un carrer antic a la ciutat de Roma, que sortia del Fòrum Romà pel sud-oest entre la basílica Júlia i el temple de Càstor i Pòl·lux cap al Forum Boarium i el Circ Màxim a través del costat oest del Pujol Palatí i el Velabrum.

## Història
El nom de Vicus Tuscus es creu que es va originar per l'emigració etrusca a Roma. Diuen els autors antics que dos esdeveniments històrics distintius van portar al nom. Tàcit diu que el nom sorgeix dels etruscs que havien acudit en ajuda dels romans contra Titus Taci, un governant sabí que va envair Roma al voltant del 750 aC. després que els romans raptessin a dones sabines, i més tard es van assentar en el veïnat del Fòrum Romà. Titus Livi, per la seva banda, diu que el nom ve de les restes de l'exèrcit de Clúsium que es va assentar a la zona després de la Guerra entre Clúsium i Arícia l'any 508 aC.
Alguns diuen que l'assentament estava format per treballadors, la tasca dels quals a Roma va ser construir el temple de Júpiter Òptim Màxim.
Dionís indica que el Senat romà va proporcionar als etruscs un lloc per construir cases prop del Vicus Tuscus.

## Antecedents
Encara que originàriament una zona residencial de famílies pudents; per a l'època republicana, el Vicus Tuscus es va convertir en un centre del comerç romà on va haver-hi moltes tendes (horreum) a banda i banda, com a llibreries. Segons les Epístoles d'Horaci, els llibres es venien enfront d'estàtues del déu etrusc Vertumne i Janus Geminus al carrer Toscà i dins del Fòrum. Els comerciants més influents van ser experts tratants d'encens i perfum (turarii en llatí), la qual cosa va donar lloc al segon nom del carrer - Vicus Turarius. Properci va documentar que aquests comerciants van fer sacrificis a Vertumne, l'estàtua dels quals s'alçava en el Vicus Tuscus.

## Funció
El Vicus Tuscus es va usar sovint com un important camí de comunicació entre el Fòrum Romà i el Forum Boarium i el Circ Màxim. Quan els romans duien a terme un ritu de sacrifici als seus déus, dues vaques blanques es portaven a través del Vicus Tuscus i el Velabrum a través del forum Boarium, per arribar al temple de Juno Regina sobre l'Aventí.
Durant els Ludi Romani, el Vicus Tuscus va ser una ruta per a processons. Estàtues de déus sobre carros desfilaven des del pujol Capitolí fins aquí i després al Circ Màxim. Plaute ens explica també (Curculio, IV 482) que al voltant del 193 aC, aquest era el lloc de la prostitució masculina a Roma.